# Uwe Liszkowski
Uwe Liszkowski (* 12. September 1943 in Geversdorf) ist ein deutscher Historiker. Er lehrte Osteuropäische Geschichte an der Christian-Albrechts-Universität zu Kiel.

## Leben und Wirken
Uwe Liszkowski studierte nach der 1963 abgelegten Reifeprüfung Geschichte, Slawistik, Philosophie und Pädagogik zunächst an der Universität Hamburg, anschließend an der Christian-Albrechts-Universität zu Kiel und promovierte dort 1971 im Hauptfach Osteuropäische Geschichte bei Georg von Rauch. Seit 1972 war er als wissenschaftlicher Assistent am Seminar für Osteuropäische Geschichte der Universität Kiel tätig, wo er sich 1984 habilitierte. Von 1992 bis zu seinem Ruhestand 2008 lehrte er als außerplanmäßiger Professor und übernahm Lehrstuhlvertretungen an den Universitäten in Gießen und Halle/S.
Liszkowski beschäftigt sich hauptsächlich mit der spätneuzeitlichen und Zeitgeschichte Russlands, Polens und des Baltikums sowie mit der Geschichte der Beziehungen Deutschlands zu Polen und Russland.

## Schriften (Auswahl)
- Zwischen Liberalismus und Imperialismus. Die Zaristische Aussenpolitik vor dem Ersten Weltkrieg im Urteil Miljukovs und der Kadettenpartei 1905–1914 (= Kieler historische Studien. Bd. 18). Klett, Stuttgart 1974, ISBN 3-12-905280-4 (= Dissertation Universität Kiel).
- Zur Aktualisierung der Stereotype „Die deutsche Gefahr“ im russischen Neoslavismus. In: ders. (Hrsg.): Rußland und Deutschland. Festschrift für Georg von Rauch zum 70. Geburtstag (= Kieler historische Studien. Bd. 22). Klett, Stuttgart 1974, ISBN 3-12-906650-0, S. 278–294.
- Herzogtum oder Großherzogtum Warschau? Eine terminologische und quellenkritische Betrachtung. In: Zeitschrift für Ostforschung. Bd. 27 (1978), S. 450–460.
- Richard Salomon im Ersten Weltkrieg. In: Jahrbücher für Geschichte Osteuropas. Bd. 27 (1979), S. 109–124.
- Adam Olearius’ Beschreibung des Moskauer Reiches. In: Mechthild Keller (Hrsg.): West-östliche Spiegelungen. Reihe A, Bd. 1. Fink, München 1985, ISBN 3-7705-2292-3, S. 224–263.
- Osteuropaforschung und Politik. Ein Beitrag zum historisch-politischen Denken und Wirken von Otto Hoetzsch (= Osteuropaforschung. Bd. 19). Zwei Bände. Berlin-Verlag Spitz, Berlin 1988, ISBN 3-87061-262-2 und ISBN 3-87061-264-9 (Habilitationsschrift Universität Kiel.).
- „Die russische Gefahr im deutschen Hause“. Otto Hoetzsch als Kritiker der deutschbaltischen Rußlandpolitik im Ersten Weltkrieg. In: Zeitschrift für Ostforschung. Bd. 37 (1988), S. 215–239.
- Rußlandbild und Rußlandstudien vor dem Ersten Weltkrieg. Zur Gründung der Deutschen Gesellschaft zum Studium Rußlands 1913. In: Osteuropa. Bd. 38 (1988), S. 887–901.
- Die Revision der sowjetischen Geschichte im Zeichen der Perestrojka. Eine Zwischenbilanz. In: Geschichte in Wissenschaft und Unterricht. Bd. 41 (1990), S. 654–674.
- Die deutsche Einheit in der Politik von Zarenreich und Sowjetstaat 1870–1990. In: Historische Mitteilungen. Bd. 5 (1992), S. 233–252.
- Rußland und die polnische Maiverfassung. In: Rudolf Jaworski (Hrsg.): Nationale und internationale Aspekte der polnischen Verfassung vom 3. Mai 1791 (= Kieler Werkstücke, Reihe F. Bd. 2). Lang, Frankfurt am Main 1993, ISBN 3-631-45290-X, S. 64–85.
- Nationalitäten und Nationalitätenpolitik in Rußland. In: Peter Nitsche (Hrsg.): Die Nachfolgestaaten der Sowjetunion. Beiträge zur Wirtschaft, Geschichte und Politik (= Kieler Werkstücke, Reihe F, Bd. 3). Lang, Frankfurt/M. 1994, S. 9–34, ISBN 3-631-47794-5.
- Aufgeklärter Pragmatismus am Beispiel der Judenpolitik Katharinas II. In: Eckhard Hübner u. a. (Hrsg.): Russland zur Zeit Katharinas II. (= Beiträge zur Geschichte Osteuropas. Bd. 26). Böhlau, Köln 1998, ISBN 3-412-13097-4, S. 316–336.
- Brückenbauer in eine fremde Welt. Georg von Rauch als Russlandhistoriker. In: Olaf Mertelsmann (Hrsg.): Estland und Russland. Aspekte der Beziehungen beider Länder. Kovač, Hamburg 2005, ISBN 3-8300-1510-0, S. 289–312.
- „Politökonomie des Wodkas“. Die jüdische Schenke im polnischen Feudalismus. In: Annelore Engel-Braunschmidt, Eckhard Hübner (Hrsg.): Jüdische Welten in Osteuropa (= Kieler Werkstücke, Reihe F. Bd. 8). Lang, Frankfurt am Main 2005, ISBN 3-631-52378-5, S. 141–153.